# Centralamerikansk trogon
Centralamerikansk trogon (Trogon tenellus) är en fågel i familjen trogoner inom ordningen trogonfåglar.

## Utbredning och systematik
Centralamerikansk trogon förekommer från sydöstra Honduras till nordvästra Colombia. Fågeln betraktades tidigare som del av svartstrupig trogon (Trogon rufus). Den urskiljs dock sedan 2023 som egen art av eBird/Clements och IOC.

## Status
IUCN erkänner den inte som art, varför den inte placeras i någon hotkategori.